# النقش دجي 23
النقش دجي 23 (المعروف بـDJE 23) هو نقش عبري عُثر عليه في قرية بيت حاضر، 15 كم جنوب شرق صنعاء، اليمن. ويرجع تاريخها إلى فترة مملكة حمير العربية التي تحولت فيها الطبقة الحاكمة إلى اليهودية، وهاجموا المسيحيين، في وقت ما بين 380 و530. وهو عبارة عن مشمار يسرد الأقسام الكنهوتية [الإنجليزية] على أساس القائمة الواردة في 1 سجلات 24 [الإنجليزية]. تشير التقسيمات الكهنوتية إلى الطريقة التي تم بها تقسيم الكهنة من أجل تنظيم خدمتهم للهيكل في القدس. كما يوجد مذكرة للمذبحة الذين ارتكبوها في المسيحيين في النقش جا 1028.

## الاكتشاف والنشر
اكتُشف النقش مرتين بشكل مستقل. كانت الأولى خلال البعثة الألمانية اليمنية عام 1970. ومرة أخرى من بيوتر أ. جريازنيفيتش في عام 197. أُعلِن عن الاكتشاف لأول مرة في مذكرة كتبها والتر دبليو مولر في عام 1973. نشر راينر ديجان النقش بالكامل في ورقة بحثية باللغة العبرية عام 1973 وورقة بحثية باللغة الألمانية عام 1974. وقد نُشرت دراسة رائدة حول هذا الموضوع في عام 1973 أيضًا على يد إفرايم أورباتش. وفي وقت لاحق، نشرت ماريا جوريا نسخة من النقش إلى جانب دراسة باللغة الفرنسية.

## النص
توجد طبعات من النقش باللغتين الألمانية والفرنسية فقط. تستفيد الطبعة الفرنسية لعام 2015 من Gorea من إمكانية الوصول إلى صور جديدة التقطها كريستيان جوليان روبن والتي تساعد في تحديد عناصر النقش التي كان من الصعب إعادة بنائها في السابق. 

## التفسير والأهمية
يذكر النقش " المِشْمَاروت" ("الحراس")، ويحصي الفرق الكنهوتية [الإنجليزية] الأربعة والعشرين (وكل من أماكن إقامتهم في الجليل) الذين عُيِّنوا لحماية هيكل سليمان بعد عودة اليهود الذين طردوا أثناء المنفى البابلي. في الكتاب المقدس، أُدرجَت هذه التقسيمات الكهنوتية في 1 أخبار الأيام 24: 7-8، نحميا 10: 2-8، نحميا 12: 1-7. وقد كُتب النقش أيضًا باللغة التوراتية بدلاً من الكتابة الآرامية. مصطلح مشماروت ليس كتابيًا، ولكن تم إثباته في الأدب الحاخامي.